# Stor-Skorvliden
Stor-Skorvliden är ett naturreservat i Lycksele kommun i Västerbottens län.
Området är naturskyddat sedan 2012 och är 49 hektar stort. Reservatet ligger på en nordsluttning söder om Umeälven och består av  lövträdsrik brandpräglad barrnaturskog samt i norr av en bäck och myrsjö.